# Biel Medina Piris
Biel Medina Piris (Ciutadella de Menorca, 22 de març del 1980), va ser un futbolista menorquí, jugador del Lleida Esportiu, titular indiscutible a l'eix de la defensa blava fins que es retirà en 2014.

## Biografia
De petit ja li agradava jugar a futbol fins que jugà amb la lliga de tercera de les Balears amb l'Atlètic Ciutadella. Al cap d'uns anys jugà amb l'Alaior i també amb l'Sporting Maonès. Fins que fitxà per un equip de Segona B, l'Hospitalet. Va estar dos anys fins que va fitxar amb l'Eibar de segona A.
La temporada 2009/2010 passa a les files del Gimnàstic de Tarragona, també de Segona Divisió A. La temporada següent, 2010/2011 va jugar en un equip de la lliga xipriota, l'Anorthosis, en qualitat de cedit. La temporada 2011/2012 signava amb el Sporting Mahonés fins a la seva desaparició, el gener de 2012. Al mercat d'hivern d'aquesta mateixa temporada s'incorpora al CD Leganés. La temporada 2012/2013 va fitxar pel Club Lleida Esportiu i lluito pel playfoff a Segona Divisió A, sent un pilar important per al seu equip. El que li va valer la renovació per a la següent temporada. El 25 de juliol de 2014 es feia oficial la seva retirada del futbol professional. El seu últim equip va ser el Club Lleida Esportiu.